# Chassiers
Chassiers est une commune française située dans le département de l’Ardèche en région Auvergne-Rhône-Alpes.
Ses habitants sont appelés les Chassiérois.

## Géographie

### Situation et description
Chassiers est un village situé à 3 kilomètres de Largentière au sein du parc naturel régional des Monts d'Ardèche.

### Communes limitrophes
Chassiers est limitrophe de sept communes, toutes situées dans le département de l'Ardèche et réparties de la façon suivante :

### Climat
Pour des articles plus généraux, voir Climat d'Auvergne-Rhône-Alpes et Climat de l'Ardèche.
En 2010, le climat de la commune est de type climat méditerranéen altéré, selon une étude du CNRS s'appuyant sur une série de données couvrant la période 1971-2000. En 2020, Météo-France publie une typologie des climats de la France métropolitaine dans laquelle la commune est exposée à un climat de montagne ou de marges de montagne et est dans la région climatique Provence, Languedoc-Roussillon, caractérisée par une pluviométrie faible en été, un très bon ensoleillement (2 600 h/an), un été chaud (21,5 °C), un air très sec en été, sec en toutes saisons, des vents forts (fréquence de 40 à 50 % de vents > 5 m/s) et peu de brouillards.
Pour la période 1971-2000, la température annuelle moyenne est de 12,4 °C, avec une amplitude thermique annuelle de 17,1 °C. Le cumul annuel moyen de précipitations est de 1 145 mm, avec 7,7 jours de précipitations en janvier et 4,5 jours en juillet. Pour la période 1991-2020, la température moyenne annuelle observée sur la station météorologique de Météo-France la plus proche, « Croix Millet », sur la commune de Prunet à 6 km à vol d'oiseau, est de 11,6 °C et le cumul annuel moyen de précipitations est de 1 590,2 mm,. Pour l'avenir, les paramètres climatiques de la commune estimés pour 2050 selon différents scénarios d'émission de gaz à effet de serre sont consultables sur un site dédié publié par Météo-France en novembre 2022.

### Hydrographie
Le territoire de la commune est longé par la Lande, un ruisseau affluent de la Ligne, celle-ci étant un affluent de l'Ardèche et donc un sous-affluent du Rhône.

### Voies de communication
Le territoire communal est traversé par les RD103 et RD223.

## Urbanisme

### Typologie
Au 1er janvier 2024, Chassiers est catégorisée commune rurale à habitat dispersé, selon la nouvelle grille communale de densité à 7 niveaux définie par l'Insee en 2022.
Elle appartient à l'unité urbaine d'Aubenas, une agglomération intra-départementale dont elle est une commune de la banlieue,. Par ailleurs la commune fait partie de l'aire d'attraction d'Aubenas, dont elle est une commune de la couronne,. Cette aire, qui regroupe 68 communes, est catégorisée dans les aires de 50 000 à moins de 200 000 habitants,.

### Occupation des sols
L'occupation des sols de la commune, telle qu'elle ressort de la base de données européenne d’occupation biophysique des sols Corine Land Cover (CLC), est marquée par l'importance des forêts et milieux semi-naturels (72,6 % en 2018), en augmentation par rapport à 1990 (71,5 %). La répartition détaillée en 2018 est la suivante : 
forêts (58,2 %), prairies (16,5 %), milieux à végétation arbustive et/ou herbacée (14,4 %), zones urbanisées (6,3 %), zones agricoles hétérogènes (4,2 %), cultures permanentes (0,3 %).
L'évolution de l’occupation des sols de la commune et de ses infrastructures peut être observée sur les différentes représentations cartographiques du territoire : la carte de Cassini (XVIIIe siècle), la carte d'état-major (1820-1866) et les cartes ou photos aériennes de l'IGN pour la période actuelle (1950 à aujourd'hui).

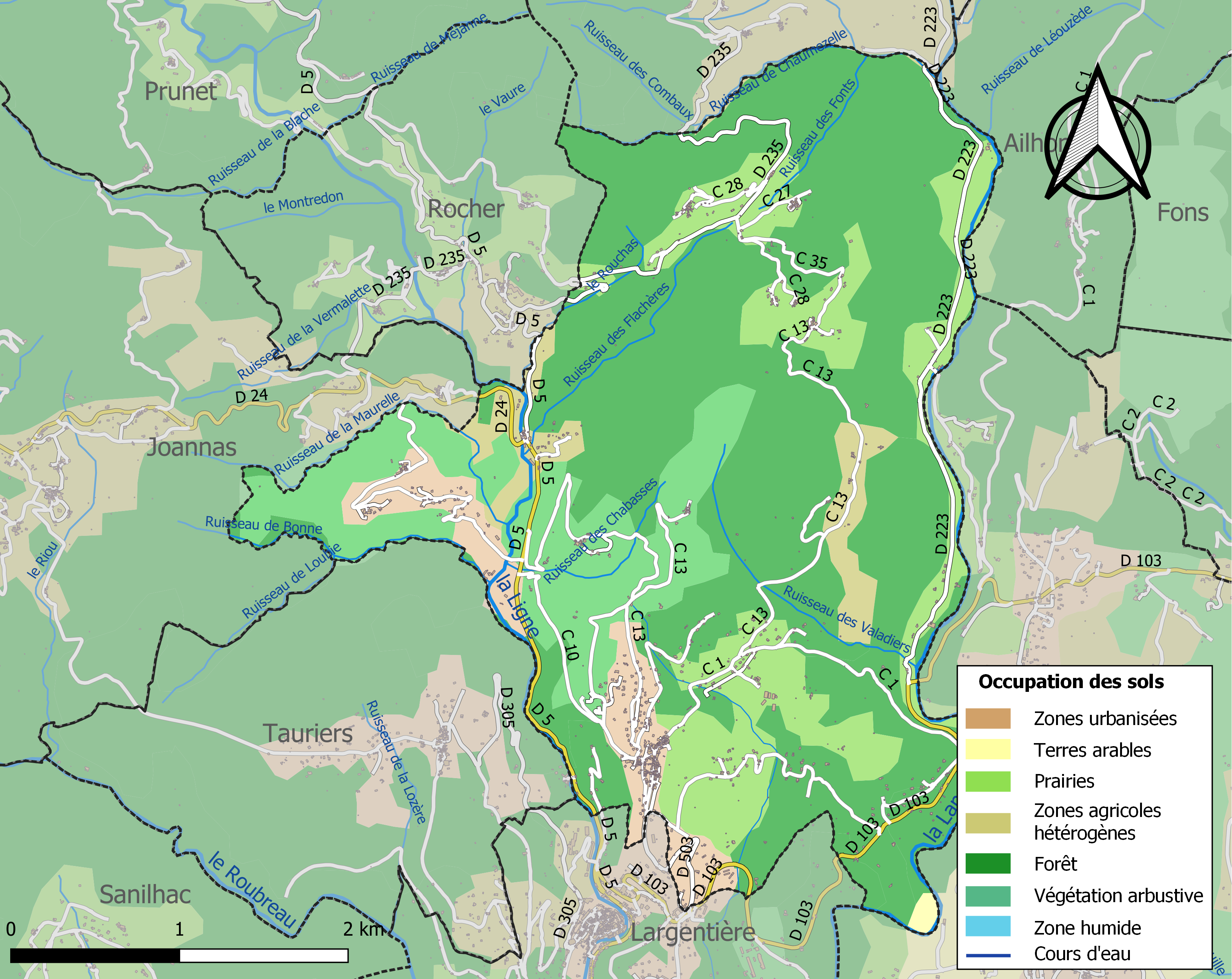
Carte des infrastructures et de l'occupation des sols de la commune en 2018 (CLC).

## Toponymie
Le nom traditionnel des habitants est Los Chasseirencs en occitan.

## Histoire
Il semblerait qu’un monastère fut à l’origine du village. La première mention écrite date de 549, et il est cité comme faisant partie du périmètre de protection des mines de Largentière.
Des fortifications érigées au XVIe siècle ont aujourd’hui disparu.
Dans une région en proie aux guerres de religion, ce fut un bastion du catholicisme.
Jacques de Vernade, coseigneur des lieux, y fonda la confrérie des pénitents bleus.
En 1790, Tauriers est détaché de Chassiers.
La tradition qui donne une origine monastique au village de Chassiers semble s'être fixée vers la fin du XIXe siècle. L'historien Albin Mazon la soutenait, mais il signale, dans des documents du Fonds Mazon aux archives départementales de l'Ardèche, que le texte de 549 a disparu, qu'il a été repris dans la Charta Vetus du Xe siècle, mais qu'il est très difficilement lisible, au point que le père Colombi, qui semble avoir été le premier à l'étudier au XVIIe siècle, n'y lisait, lui, aucune allusion ni à Chassiers ni à un monastère qui, de toute façon, ne semble pas avoir laissé sur place quelque vestige que ce soit.
Quant à la création de la confrérie des Pénitents Bleus, c'est Louis de La Vernade qui en est l'instigateur en 1584. Il y a apparemment confusion avec Jacques de Chalendar qui, en 1396 probablement, décida de faire entreprendre la construction ou la reconstruction de l'église paroissiale de Chassiers.

## Politique et administration

### Liste des maires
| Période                                  | Période                   | Identité             | Étiquette            | Qualité                |
| ---------------------------------------- | ------------------------- | -------------------- | -------------------- | ---------------------- |
| Les données manquantes sont à compléter. |                           |                      |                      |                        |
| 1995                                     | mars 2001                 | Georges Stempert     | PS                   |                        |
| mars 2001                                | mars 2008                 | Hervé Moretto        | PS                   |                        |
| mars 2008                                | 4 avril 2014              | Jean-Marie Knockaert | DVD                  | Ingénieur EDF retraité |
| 4 avril 2014                             | En cours (au 6 août 2020) | Hélène Mouterde,     | DVD[réf. nécessaire] | Employée               |

## Population et société

### Démographie
L'évolution du nombre d'habitants est connue à travers les recensements de la population effectués dans la commune depuis 1793. Pour les communes de moins de 10 000 habitants, une enquête de recensement portant sur toute la population est réalisée tous les cinq ans, les populations de référence des années intermédiaires étant quant à elles estimées par interpolation ou extrapolation. Pour la commune, le premier recensement exhaustif entrant dans le cadre du nouveau dispositif a été réalisé en 2006.

En 2022, la commune comptait 992 habitants, en évolution de −2,94 % par rapport à 2016 (Ardèche : +2,48 %, France hors Mayotte : +2,11 %).
| 1793  | 1800 | 1806  | 1821  | 1831  | 1836  | 1841  | 1846  | 1851  |
| ----- | ---- | ----- | ----- | ----- | ----- | ----- | ----- | ----- |
| 1 131 | 988  | 1 041 | 1 174 | 1 369 | 1 368 | 1 336 | 1 433 | 1 502 |

| 1856  | 1861  | 1866  | 1872  | 1876  | 1881  | 1886  | 1891  | 1896  |
| ----- | ----- | ----- | ----- | ----- | ----- | ----- | ----- | ----- |
| 1 485 | 1 477 | 1 328 | 1 278 | 1 271 | 1 173 | 1 230 | 1 262 | 1 148 |

| 1901  | 1906 | 1911 | 1921 | 1926 | 1931 | 1936 | 1946 | 1954 |
| ----- | ---- | ---- | ---- | ---- | ---- | ---- | ---- | ---- |
| 1 061 | 992  | 890  | 713  | 694  | 643  | 653  | 853  | 985  |

| 1962 | 1968 | 1975 | 1982 | 1990 | 1999 | 2006 | 2011  | 2016  |
| ---- | ---- | ---- | ---- | ---- | ---- | ---- | ----- | ----- |
| 665  | 713  | 713  | 854  | 930  | 866  | 966  | 1 003 | 1 022 |

| 2021  | 2022 | - | - | - | - | - | - | - |
| ----- | ---- | - | - | - | - | - | - | - |
| 1 006 | 992  | - | - | - | - | - | - | - |

### Manifestations culturelles et festivités
Chassiers accueillait tous les ans un festival d'orgues de Barbarie. Le comité des fêtes du village avait réussi à mettre en place un remarquable festival en juillet 2019, qui n'a pas été reconduit depuis en raison des conditions sanitaires défavorables aux rassemblements.[réf. nécessaire]

### Enseignement
La commune est rattachée à l'académie de Grenoble.

### Médias
La commune est située dans la zone de distribution de deux organes de la presse écrite :
- L'Hebdo de l'Ardèche

Il s'agit d'un journal hebdomadaire français basé à Valence et couvrant l'actualité de tout le département de l'Ardèche.
- Le Dauphiné libéré

Il s'agit d'un journal quotidien de la presse écrite française régionale distribué dans la plupart des départements de l'ancienne région Rhône-Alpes, notamment l'Ardèche. La commune est située dans la zone d'édition d'Aubenas, Privas et la Vallée du Rhône.

### Cultes
La communauté catholique et l'église (propriété de la commune) sont rattachées à la paroisse de Saint Joseph en Pays de Ligne, elle-même rattachée au diocèse de Viviers.

## Culture locale et patrimoine

### Lieux et monuments
- La chapelle de Saint-Benoît ou des Pénitents, XIe et XIIe siècles, de style roman.
- L'église paroissiale de Saint-Hilaire, fortifiée, remarquable construction gothique.
- Chapelle Notre-Dame-de-Bon-Rencontre de Joux.
- Chapelle Saint-Joseph de Coulens.
- Chapelle Notre-Dame-de-Béthanie de Chassiers.
- Le château de la Mothe (appelé aussi de la Motte ou de Lamothe), dont les parties les plus anciennes remontent sans doute au XVe siècle.
- Le château de la Vernade, actuellement mairie de Chassiers.
- Une crèche, créée il y a 120 ans par Adrienne Bressac (1850-1937).

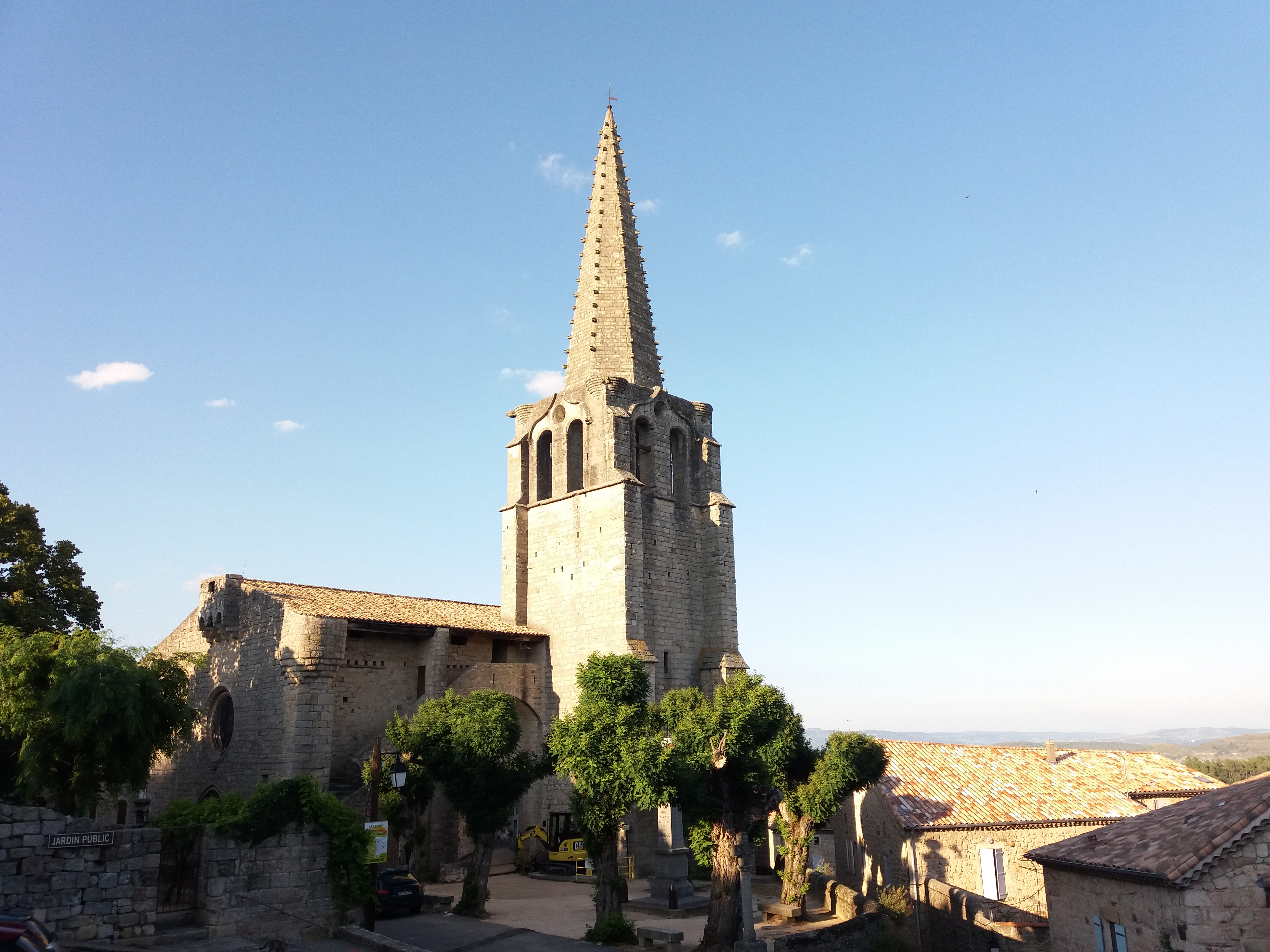
Église Saint-Hilaire et sa flèche à crochets.
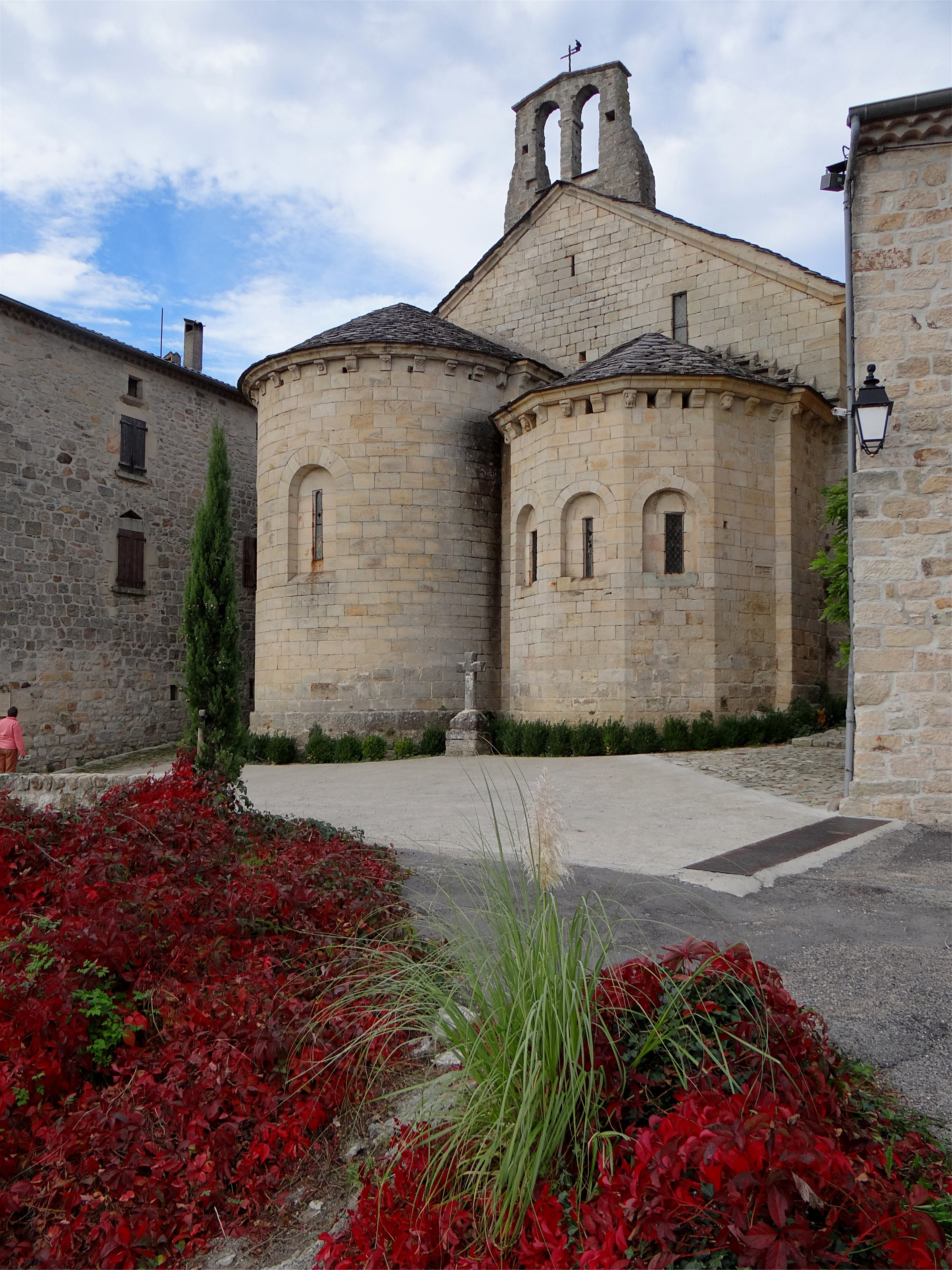
La Chapelle Saint-Benoît.
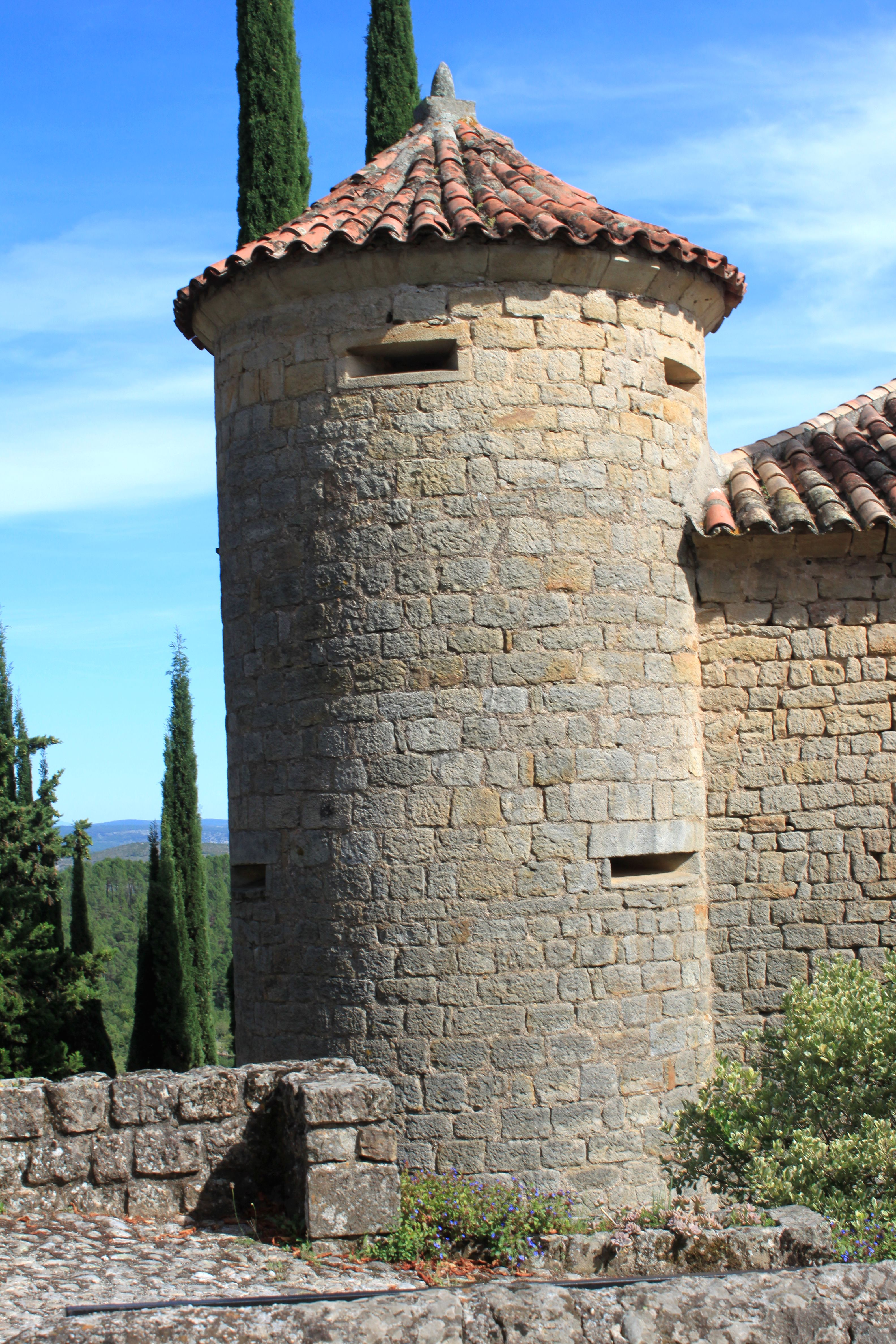
Une tour du château de Lamothe.

### Héraldique
|  | Chassiers possède des armoiries dont l'origine et le blasonnement exact ne sont pas disponibles. |

## Pour approfondir